# Чемпіонат СРСР з футболу 1988: шоста зона другої ліги
Чемпіонат УРСР з футболу 1988 — 18-й турнір серед команд української зони другої ліги. Тривав з 26 березня по 21 жовтня 1988 року.

## Огляд
Вдруге в історії переможцем турніру став чернівецький клуб «Буковина» (головний тренер — Юхим Школьников). Срібні та бронзові нагороди отримали відповідно «Ворскла» (Полтава) (головний тренер — Віктор Пожечевський) та СКА Одеса (головний тренер — Едуард Масловський).
Перемогу в суперечці бомбардирів ліги здобув Степан Павлов з Севастополя (36 забитих м'ячів).

## Підсумкова таблиця
| Місце | Команда                          | В  | Н  | П  | М'ячі | О  |
| ----- | -------------------------------- | -- | -- | -- | ----- | -- |
| 1     | «Буковина» (Чернівці)            | 27 | 16 | 7  | 85—31 | 70 |
| 2     | «Ворскла» (Полтава)              | 30 | 8  | 12 | 70—42 | 68 |
| 3     | СКА (Одеса)                      | 25 | 14 | 11 | 65—46 | 64 |
| 4     | «Океан» (Керч)                   | 24 | 11 | 15 | 71—60 | 59 |
| 5     | «Поділля» (Хмельницький)         | 23 | 13 | 14 | 71—51 | 59 |
| 6     | «Кривбас» (Кривий Ріг)           | 21 | 14 | 15 | 52—45 | 56 |
| 7     | «Чайка» (Севастополь)            | 20 | 16 | 14 | 68—56 | 56 |
| 8     | «Торпедо» (Луцьк)                | 21 | 13 | 16 | 60—64 | 55 |
| 9     | «Нафтовик» (Охтирка)             | 20 | 15 | 15 | 63—54 | 55 |
| 10    | «Суднобудівник» (Миколаїв)       | 22 | 10 | 18 | 66—51 | 54 |
| 11    | «Шахтар» (Павлоград)             | 21 | 9  | 20 | 71—75 | 51 |
| 12    | «Нива» (Тернопіль)               | 19 | 13 | 18 | 66—59 | 51 |
| 13    | «Полісся» (Житомир)              | 18 | 15 | 17 | 57—56 | 51 |
| 14    | «Авангард» (Рівне)               | 21 | 8  | 21 | 52—56 | 50 |
| 15    | «Закарпаття» (Ужгород)           | 17 | 15 | 18 | 74—59 | 49 |
| 16    | «Новатор» (Жданов)               | 16 | 17 | 17 | 57—55 | 49 |
| 17    | «Прикарпаття» (Івано-Франківськ) | 15 | 19 | 16 | 51—47 | 49 |
| 18    | «Кристал» (Херсон)               | 16 | 15 | 19 | 48—52 | 47 |
| 19    | «Нива» (Вінниця)                 | 15 | 14 | 21 | 47—59 | 44 |
| 20    | «Динамо» (Біла Церква)           | 14 | 15 | 21 | 52—63 | 43 |
| 21    | «Десна» (Чернігів)               | 14 | 14 | 22 | 42—59 | 42 |
| 22    | «Дніпро» (Черкаси)               | 16 | 9  | 25 | 57—77 | 41 |
| 23    | «Зірка» (Кіровоград)             | 13 | 15 | 22 | 39—60 | 41 |
| 24    | «Торпедо» (Запоріжжя)            | 13 | 12 | 25 | 55—71 | 38 |
| 25    | «Маяк» (Харків)                  | 7  | 20 | 23 | 35—68 | 34 |
| 26    | «Шахтар» (Горлівка)              | 8  | 8  | 34 | 35—93 | 24 |

## Результати
```
                 1   2   3   4   5   6   7   8   9   10  11  12  13  14  15  16  17  18  19  20  21  22  23  24  25  26  
1.Буковина       xxx 1-1 2-0 3-0 2-1 4-1 3-1 0-0 2-0 1-0 1-2 3-1 0-0 3-2 3-0 0-0 2-0 2-0 8-1 4-0 2-1 3-0 3-0 2-1 2-0 2-0  
2.Ворскла        1-0 xxx 2-1 3-2 3-1 3-0 0-1 2-1 1-0 1-0 3-0 1-1 2-0 2-0 3-1 1-0 3-1 1-0 1-1 2-1 1-0 2-1 2-1 3-0 2-0 3-1  
3.СКА (Од)       1-0 3-1 xxx 3-2 2-3 2-1 1-0 2-0 0-0 3-1 1-1 2-1 1-1 3-1 2-0 1-1 1-0 3-1 3-0 1-0 3-2 5-3 1-0 1-0 1-1 2-1  
4.Океан          0-0 1-0 0-2 xxx 3-1 3-1 2-1 3-0 1-0 1-1 2-0 3-2 2-1 1-0 2-0 1-0 2-1 1-0 5-1 1-1 1-0 4-0 2-1 2-1 4-0 2-1  
5.Поділля        1-1 1-1 2-0 2-4 xxx 2-1 1-1 4-0 2-1 2-1 5-0 0-0 2-0 3-0 1-0 2-1 2-0 0-0 1-0 4-2 3-0 3-1 0-0 2-0 2-1 2-1  
6.Кривбас        0-0 0-1 1-1 1-0 3-0 xxx 0-0 3-1 2-1 1-0 3-1 2-0 0-0 2-0 2-1 1-1 0-1 1-0 1-0 1-0 2-0 1-1 2-0 1-0 1-1 1-0  
7.Чайка          0-0 0-1 2-3 1-1 3-1 1-0 xxx 1-0 0-0 0-0 4-3 2-1 1-2 1-0 1-0 2-1 0-0 3-1 2-2 3-1 3-0 5-0 3-1 2-0 4-0 3-1  
8.Торпедо (Л)    1-0 1-0 1-0 1-1 0-0 1-1 3-0 xxx 2-3 1-0 1-0 2-1 3-2 3-2 1-0 3-0 1-1 2-1 3-0 1-0 2-0 2-1 0-0 2-0 1-1 2-0  
9.Нафтовик       2-2 2-0 0-0 2-1 1-0 1-2 2-1 3-0 xxx 4-2 3-2 1-1 1-0 4-0 0-2 2-2 0-0 2-0 1-0 2-1 3-0 1-0 1-1 1-1 1-1 1-0  
10.Суднобудівник 2-2 1-1 1-0 0-0 1-0 3-0 0-0 4-1 3-2 xxx 3-0 3-0 3-0 1-0 4-0 1-1 1-0 2-0 1-1 3-1 3-1 1-0 4-0 3-1 1-0 0-0  
11.Шахтар (Пв)   2-0 3-2 0-0 2-1 2-1 1-0 0-0 3-1 0-1 3-0 xxx 2-2 0-2 1-1 4-1 1-0 2-1 3-0 2-3 2-1 3-2 1-0 2-1 2-1 3-1 4-0  
12.Нива (Тр)     1-1 1-2 2-0 3-0 3-2 1-0 1-2 0-0 3-1 2-0 3-0 xxx 0-0 2-0 4-0 2-3 2-0 0-1 3-1 3-2 2-0 3-1 4-2 1-1 1-0 1-0  
13.Полісся       2-2 1-0 0-1 0-0 1-1 0-0 0-0 1-1 1-1 2-1 2-0 2-0 xxx 3-0 2-1 2-0 1-1 1-5 2-0 1-0 2-1 2-0 2-0 3-0 1-1 4-1  
14.Авангард      1-0 2-0 1-0 3-0 2-0 2-1 2-1 3-2 1-0 3-2 3-2 1-0 2-0 xxx 3-2 2-0 1-1 1-0 1-0 1-0 1-1 0-1 1-2 1-0 0-0 1-0  
15.Закарпаття    0-1 2-1 2-0 5-0 1-2 0-0 1-1 5-1 0-0 1-2 2-1 4-0 2-2 2-2 xxx 3-1 0-0 3-1 2-0 1-1 2-0 7-0 2-0 2-2 4-0 4-0  
16.Новатор       1-2 1-1 2-0 2-0 0-0 1-1 1-0 3-1 1-1 1-0 1-0 1-0 4-2 1-0 1-1 xxx 2-2 0-2 0-0 2-1 0-0 3-2 3-1 5-1 3-0 2-1  
17.Прикарпаття   0-0 2-0 1-1 1-1 0-0 3-0 0-1 2-2 0-1 0-2 2-2 3-0 3-0 2-0 2-0 1-1 xxx 1-0 1-0 2-0 0-1 2-1 1-1 0-0 1-0 1-0  
18.Кристал       1-1 1-2 1-1 3-1 1-1 1-0 1-1 0-0 0-2 1-1 1-1 2-1 2-1 1-1 1-1 1-0 1-0 xxx 2-0 3-0 1-1 1-0 0-0 1-0 1-1 3-0  
19.Нива (Вн)     0-1 0-1 0-0 0-0 1-0 1-2 3-0 1-2 1-1 2-0 3-1 1-1 1-1 1-0 2-0 2-1 1-1 1-0 xxx 3-1 0-0 0-0 0-0 3-1 3-0 4-0  
20.Динамо        0-0 1-1 0-0 1-0 1-0 1-1 0-0 3-0 2-2 2-0 4-1 1-2 2-0 2-1 1-4 3-1 0-0 1-0 1-0 xxx 1-2 0-0 1-0 0-0 0-0 4-3  
21.Десна         0-0 0-2 0-1 0-2 2-1 1-0 6-3 2-1 2-0 1-0 1-0 0-0 1-2 0-0 0-0 0-0 1-3 0-0 0-0 0-0 xxx 1-1 1-0 2-0 1-0 2-0  
22.Дніпро        1-0 1-1 1-1 4-1 0-1 0-2 3-0 1-0 4-2 2-0 2-1 1-1 1-2 1-0 0-1 1-0 4-1 1-2 1-0 2-2 0-3 xxx 2-0 3-1 2-1 2-1  
23.Зірка         0-3 1-0 3-2 1-1 0-0 0-2 3-5 1-1 2-0 3-0 1-2 0-0 1-0 0-0 0-0 1-0 1-1 0-1 2-0 2-1 2-1 1-0 xxx 1-2 1-0 0-0  
24.Торпедо (Зп)  1-3 0-1 0-0 0-1 0-2 1-1 2-2 2-3 3-1 3-0 1-1 2-1 1-0 1-0 1-1 0-0 2-0 4-2 2-0 1-3 3-0 2-1 0-1 xxx 5-0 4-1  
25.Маяк          0-3 1-2 0-1 1-1 1-2 1-3 2-0 1-1 1-0 0-1 1-1 1-1 2-0 1-0 0-0 2-2 3-1 0-0 0-1 0-0 1-1 1-1 1-0 1-1 xxx 4-0  
26.Шахтар (Г)    1-5 1-0 1-2 3-2 2-2 1-1 0-0 0-1 1-2 0-3 0-1 0-1 2-1 0-3 1-1 1-0 0-4 2-0 0-2 0-1 2-1 3-2 0-0 2-0 0-0 xxx
```

## Бомбардири
Найкращі голеадори чемпіонату УРСР:
| Футболіст           | Команда                  | Голи |
| ------------------- | ------------------------ | ---- |
| Степан Павлов       | «Чайка» (Севастополь)    | 36   |
| Віктор Сахно        | СКА (Одесса)             | 28   |
| Віктор Олійник      | «Буковина» (Чернівці)    | 24   |
| Микола Самойленко   | «Шахтар» (Павлоград)     | 23   |
| Віталій Бугай       | «Поділля» (Хмельницький) | 22   |
| Сергій Шевченко     | «Дніпро» (Черкаси)       | 22   |
| Олексій Варнавський | «Новатор» (Жданов)       | 22   |
| Іван Шарій          | «Ворскла» (Полтава)      | 20   |

Найкращі бомбардири клубів і гравці, які забили не менше 10 голів:
- «Буковина»  — Віктор Олійник (24), Андрій Гузієнко (18), Віктор Мглинець (18);
- «Ворскла»  — Іван Шарій (20), Ігор Кислов (11), Юрій Резник (10);
- СКА (Одеса)  — Віктор Сахно (28);
- «Океан»  — Сергій Пронін (16), Сергій Родченков (14);
- «Поділля»  — Віталій Бугай (22), Едуард Валенко (13);
- «Кривбас»  — Олександр Усатий (15), Сергій Мотуз (12);
- «Чайка»  — Степан Павлов (36);
- «Торпедо» (Луцьк) — Володимир Дикий (16);
- «Нафтовик»  — Юрій Лень (13);
- «Суднобудівник»  — Юрій Горячев (12), Валерій Машнін (12), Сергій Грозов (12);
- «Шахтар» (Павлоград)  — Микола Самойленко (23), Володимир Трубников (15), Юрій Селіхов (10);
- «Нива» (Тернопіль)  — Петро Прядун (14), Володимир Венгринович (10);
- «Спартак»  — Володимир Шишков (14);
- «Авангард»  — Богдан Самардак (16);
- «Закарпаття»  — Василь Мартиненко (18), Володимир Коман (12);
- «Новатор»  — Олексій Варнавський (22);
- «Прикарпаття»  — Ярослав Думанський (11), Юрій Шулятицький (11);
- «Кристал»  — Анатолій Жосан (13), Юрій Мартинов (10), Олександр Меншиков (10);
- «Нива» (Вінниця)  — Вадим Сорокін (11), Олександр Бондарчук (10);
- «Динамо»  — Юрій Миколаєнко (11);
- «Десна»  — Микола Литвин (8);
- «Дніпро»  — Сергій Шевченко (22), Олександр Довгалець (13);
- «Зірка»  — Сергій Лактіонов (7), Ігор Резніченко (7);
- «Торпедо»  — Віктор Трегубов (12);
- «Маяк»  — Ігор Талько (6);
- «Шахтар» (Горлівка)  — Сергій Акименко (5), Степан Беца (5), Юрій Дудник (5).

## Призери
Гравці перших трьох команд, які взяли участь в не менш як половині матчів нагороджуються медалями. Подаємо список футболістів, які виступали в складах команд-призерів.
| 1. «Буковина» |
| Воротарі: Микола Чеботар (49 матчів), Віталій Толмачов (13). Захисники: Валерій Сарафінчан (50, 2), Юрій Гій (46), Сергій Походзіло (41), Юрій Черенков (41), Юрій Кошкін (38), Юрій Махиня (23), Олександр Бобарико (1), Іван Руснак (1). Півзахисники: Юрій Шелепницький (49, 3), Василь Задорожняк (47, 6), Дмитро Білоус (47, 3), Віктор Будник (46, 2), Олег Бурчак (42, 1), Олександр Томах—молодший (11). Нападники: Віктор Мглинець (49, 18), Андрій Гузієнко (44, 18), Віктор Олійник (42, 24), Валерій Королянчук (30, 5), Каміль Мінгазов (22, 1), Володимир Рубцов (17, 2). Головний тренер — Юхим Школьников, начальник команди — Володимир Сакалов, тренер — Валерій Богуславський. |
| 2. «Ворскла» |
| Воротарі: Олег Моргун (41), Олег Юрковець (10). Захисники: Сергій Лукаш (49, 1), Сергій Ходирєв (47, 1), Ігор Китайко (45, 4), Юрій Дейнеко (42), Олег Кривенко (20, 1), Андрій Ділай (18). Півзахисники: Володимир Прокопиненко (49, 3), Ігор Юданов (45), Іван Іванченко (44, 6), Юрій Резник (43, 10), Валерій Богданець (42, 2), Петро Ротань (36, 6), Сергій Васильєв (10), Володимир Хоменко (8), Олег Овчинников (4). Нападники: Іван Шарій (45, 20), Ігор Кислов (43, 11), Василь Чура (20, 5), Владислав Васильченко (20), Андрій Северин (9), Олександр Волошко (4). Головний тренер — Віктор Пожечевський, начальник команди — Геннадій Слюсарєв, тренер — Віталій Бардешин. |
| 3. СКА (Одеса) |
| Воротарі: Ігор Крапивкін (43), Олег Суслов (8), Геннадій Жилкін (4). Захисники: Петро Чілібі (47, 2), Дмитро Дем'яненко (47), Валерій Лумпов (43), Сергій Кочвар (39), Ігор Харьковщенко (37, 1), Ігор Макогон (17). Півзахисники: Юрій Сак (46, 5), Ілля Цимбалар (45, 7), Ілля Чулак (33, 1), Андрій Бобриков (31, 1), Василь Мокан (25, 2), Гегам Оганесян (18), Сергій Стародубець (18), Валерій Шмелькін (16), Володимир Романюк (15, 1), Олег Шведюк (9), Іван Шанта (4). Нападники: Олег Костиков (46, 7), Віктор Сахно (43, 28), Артур Шамрін (35, 3), Валентин Стрижаков (15, 4), Віталій Парахневич (15, 1), В'ячеслав Булгаков (13, 1), Віталій Тищенко (6). Автогол: Євген Золотницький («Кривбас»). Головний тренер — Едуард Масловський, начальник команди — Сергій Гурський, тренер — Сергій Марусин. |

## Клуб бомбардирів
П'ятнадцять футболістів забили понад сто м'ячів, виступаючи за українські команди другої ліги. Символічний клуб бомбардирів має такий вигляд:
| №  | Футболіст            | Сезон | Голи |
| -- | -------------------- | ----- | ---- |
| 1  | Сергій Шевченко      | 1984  | 157  |
| 2  | Володимир Шишков     | 1985  | 157  |
| 3  | Віктор Насташевський | 1984  | 144  |
| 4  | Сергій Шмундяк       | 1983  | 132  |
| 5  | Віталій Дмитренко    | 1983  | 126  |
| 6  | Василь Мартиненко    | 1987  | 123  |
| 7  | Паша Касанов         | 1985  | 119  |
| 8  | Віктор Олійник       | 1988  | 119  |
| 9  | Валентин Дзіоба      | 1979  | 118  |
| 10 | Олександр Новиков    | 1986  | 118  |
| 11 | Степан Павлов        | 1988  | 117  |
| 12 | Геннадій Горшков     | 1985  | 115  |
| 13 | Володимир Чирков     | 1985  | 109  |
| 14 | Юрій Смагін          | 1987  | 105  |
| 15 | Євген Дерев'яга      | 1979  | 102  |

Після прізвища футболіста вказано рік, коли забито сотий м'яч, а також сумарну кількість голів.

## Перехідний турнір
| Місце | Команда                 | В | Н | П | М'ячі | О |
| ----- | ----------------------- | - | - | - | ----- | - |
| 1     | «Факел» (Воронеж)       | 3 | 0 | 1 | 9—2   | 6 |
| 2     | «Буковина» (Чернівці)   | 3 | 0 | 1 | 6—4   | 6 |
| 3     | «Уралмаш» (Свердловськ) | 0 | 0 | 4 | 1—10  | 0 |

## Фінальний турнір КФК
| Місце | Команда                  | В | Н | П | М'ячі | О |
| ----- | ------------------------ | - | - | - | ----- | - |
| 1     | «Кремінь» (Кременчук)    | 4 | 0 | 1 | 12—7  | 8 |
| 2     | «Стахановець» (Стаханов) | 2 | 2 | 1 | 5—4   | 6 |
| 3     | «Динамо» (Одеса)         | 2 | 2 | 1 | 4—5   | 6 |
| 4     | СКА (Київ)               | 1 | 2 | 2 | 10—8  | 4 |
| 5     | «Авангард» (Жидачів)     | 1 | 1 | 3 | 4—8   | 3 |
| 6     | «Нива» (Бережани)        | 0 | 3 | 2 | 3—6   | 3 |